# Relaciones Chile-Kenia
Las relaciones entre Chile y Kenia son relaciones bilaterales entre la República de Chile y la República de Kenia. Ambas naciones son miembros del Grupo de los 77 y las Naciones Unidas. 

## Historia
Chile y Kenia establecieron relaciones diplomáticas en 1975, doce años después de que Kenia se independizara del Reino Unido. Las relaciones entre ambas naciones han tenido lugar principalmente en organizaciones multilaterales, como en las Naciones Unidas.
En noviembre de 2007, se celebró en Nairobi el primer seminario intergubernamental sobre cooperación para el desarrollo entre Chile y los países de África Oriental, al que asistieron funcionarios del gobierno de Kenia y el jefe del Servicio de Impuestos Internos de Chile. En marzo de 2019, la ministra del Medio Ambiente de Chile, Carolina Schmidt, realizó una visita a Kenia para asistir a la Cuarta Asamblea de las Naciones Unidas sobre el Medio Ambiente. En septiembre de 2013, el Viceministro de Deportes, Cultura y Artes de Kenia, Patrick Omutia, realizó una visita a Chile y se reunió con su contraparte para firmar un acuerdo deportivo entre ambas naciones.
En octubre de 2019, la Subsecretaria de Relaciones Exteriores de Chile, Carolina Valdivia Torres, realizó una visita a Kenia, donde copresidió la Primera Ronda de Consultas Políticas Chile-Kenia, una reunión bilateral en la que se discutieron aspectos importantes de la agenda entre las dos naciones, además a iniciativas de cooperación y temas multilaterales de interés regional y global.

## Acuerdos bilaterales
Ambas naciones han firmado varios acuerdos bilaterales, como un Acuerdo de Cooperación Científica y Tecnológica (1991); Memorando de Entendimiento para la Modernización de la Autoridad Fiscal de Kenia (2007); Acuerdo para la exención de visas en pasaportes diplomáticos y oficiales; Memorando de Entendimiento de Cooperación entre el Instituto Nacional de Deportes de Chile y el Ministerio de Deportes, Cultura y Artes de Kenia (2013); Memorando de Entendimiento en Intercambio de Experiencias en Cooperación Forestal; Memorando de Entendimiento en Cooperación en la Preservación de Parques Nacionales; Acuerdo que crea la Comisión de Cooperación Conjunta para el Comercio e Inversión (2019); Acuerdo de Cooperación entre la Academia Diplomática de Chile y el Instituto del Servicio Exterior de Kenia (2019); y un Memorando de Entendimiento sobre la cooperación de género.

## Relaciones económicas
En 2022, el intercambio comercial entre ambos países ascendió a los 4,7 millones de dólares estadounidenses, siendo los principales productos exportados por Chile semillas de girasol, vinos y niveladoras, mientras que el país africano exportó mayoritariamente tés y semillas de tomate.

## Misiones diplomáticas residentes
- Chile tiene una embajada en Nairobi.[8]
- Kenia está acreditada ante Chile desde su embajada en Brasilia, Brasil.[9]